# Barclay (Nevada)
Barclay es un área no incorporada ubicada en el condado de Lincoln en el estado estadounidense de Nevada.

## Geografía
Barclay se encuentra ubicado en las coordenadas 37°30′48″N 114°15′6″O / 37.51333, -114.25167.